# Viborg Kommune (1970-2006)
Viborg Kommune i Viborg Amt blev dannet ved kommunalreformen i 1970. Ved strukturreformen i 2007 blev kommunen udvidet til den nuværende Viborg Kommune ved indlemmelse af Bjerringbro Kommune, Fjends Kommune, Karup Kommune, Møldrup Kommune, Tjele Kommune og Hvam skoledistrikt i Aalestrup Kommune.

## Ravnsbjerg Kommune
I 1966, altså 4 år før kommunalreformen, dannede 2 sognekommuner i Viborgs opland frivilligt storkommunen Ravnsbjerg med kommunekontor i Hald Ege:
| Kommune                     | Folketal september 1965 | Byer                                   |
| --------------------------- | ----------------------- | -------------------------------------- |
| Dollerup-Finderup-Ravnstrup | 2.446                   | Finderup, Ravnstrup og del af Skelhøje |
| Lysgård                     | 629                     | Lysgård og del af Skelhøje             |
| I alt                       | 3.075                   |                                        |

## Viborg Kommune
Viborg havde været købstad, men det begreb mistede sin betydning ved kommunalreformen. Viborg Kommune blev dannet ved sammenlægning af Viborg købstad og dens landdistrikt med 6 sognekommuner, heriblandt Ravnsbjerg, hvis dele af Skelhøje blev afstået, så byen samlet kom til Karup Kommune:
| Kommune                       | Folketal 1. januar 1970 | Byer                                   |
| ----------------------------- | ----------------------- | -------------------------------------- |
| Viborg købstad                | 25.484                  | Viborg                                 |
| Viborg Gråbrødre landdistrikt | 43                      |                                        |
| Almind                        | 748                     | Birgittelyst                           |
| Asmild-Tapdrup                | 3.354                   | Bruunshåb, Tapdrup og del af Rindsholm |
| Sønder Rind                   | 602                     | Sønder Rind og del af Rindsholm        |
| Vinkel                        | 595                     | Vinkel                                 |
| Vorde-Fiskbæk-Romlund         | 1.994                   | Hjarbæk og Løgstrup                    |
| Ravnsbjerg                    | 3.055                   |                                        |
| Dele af Skelhøje (afstået)    | -510                    |                                        |
| I alt                         | 35.365                  |                                        |

Hertil kom at Tårup-Kvols-Nørre Borris sognekommune med 1.290 indbyggere blev delt, så Kvols Sogn og Tårup Sogn med byen Knudby kom til Viborg Kommune, mens Nørre Borris Sogn med byen Sparkær kom til Fjends Kommune.

## Sogne
Viborg Kommune bestod af følgende sogne:
- Almind Sogn (Lysgård Herred)
- Asmild Sogn (Nørlyng Herred)
- Dollerup Sogn (Nørlyng Herred)
- Finderup Sogn (Nørlyng Herred)
- Fiskbæk Sogn (Nørlyng Herred)
- Kvols Sogn (Fjends Herred)
- Lysgård Sogn (Lysgård Herred)
- Ravnstrup Sogn (Nørlyng Herred)
- Romlund Sogn (Nørlyng Herred)
- Sønder Rind Sogn (Middelsom Herred)
- Søndre Sogn (Nørlyng Herred)
- Tapdrup Sogn (Nørlyng Herred)
- Tårup Sogn (Fjends Herred)
- Vestervang Sogn (Nørlyng Herred)
- Viborg Domsogn (Nørlyng Herred)
- Vinkel Sogn (Middelsom Herred)
- Vorde Sogn (Nørlyng Herred)

## Borgmestre[4]
| Periode   | Navn                              | Parti             |
| --------- | --------------------------------- | ----------------- |
| 1970-1972 | Johannes Ringgaard-Christensen    | Venstre           |
| 1972-1972 | Anders Sloth Ulrich (midlertidig) | Venstre           |
| 1972-1986 | Otto Th. Nielsen                  | Venstre           |
| 1986-1990 | Jørn Cato Nielsen                 | Venstre           |
| 1990-1997 | Carl Anker Jensen                 | Socialdemokratiet |
| 1998-2006 | Johannes Stensgaard               | Socialdemokratiet |

## Venskabsbyer
Viborg Kommune har 7 venskabsbyer: Borgå i Finland, Dalvik i Island, Hamar i Norge, Kecskemét i Ungarn, Lund i Sverige, Lüneburg i Tyskland og Marijampole i Litauen.